# Садкі (Підкарпатське воєводство)
Садкі (пол. Sadki) — село в Польщі, у гміні Новий Змигород Ясельського повіту Підкарпатського воєводства.
Населення — 227 осіб (2011).
У 1975-1998 роках село належало до Кросненського воєводства.

## Демографія
Демографічна структура станом на 31 березня 2011 року:
|          | Загалом | Допрацездатний вік | Працездатний вік | Постпрацездатний вік |
| -------- | ------- | ------------------ | ---------------- | -------------------- |
| Чоловіки | 123     | 24                 | 85               | 14                   |
| Жінки    | 104     | 18                 | 61               | 25                   |
| Разом    | 227     | 42                 | 146              | 39                   |